# 로저 앨러스

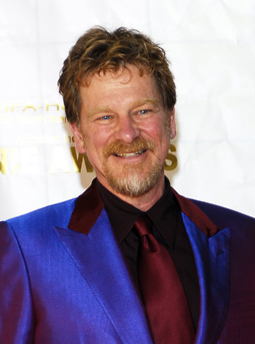

로저 앨러스는 애니메이션 감독이자 디즈니 애니메이션 영화의 스토리보드 작가이다. 디즈니 스튜디오 말고도 소니의 애니메이션 영화 《부그와 엘리엇》을 감독하기도 하였다.
그는 롭 민코프와 아카데미 상 수상작인 《라이온 킹》의 감독을 맡았으며, 브로드웨이 뮤지컬 버전의 《라이온 킹》의 각본을 맡아 토니 상 후보에 오르기도 하였다. 《올리버와 친구들》, 《인어공주》의 스토리 작가였으며, 《미녀와 야수》의 스토리를 지휘하기도 하였다.
2007년에 앨러스는 한스 크리스티안 안데르센의 동화를 재해석한 《성냥팔이 소녀》를 통해서 아카데미 상의 단편 애니메이션 영화상 후보에 올랐다. 이 영화는 본래 판타지아 2006의 한 부분으로 제작될 예정이었다.